# 黄村駅 (北京市)
黄村駅（こうそんえき）は中華人民共和国北京市大興区に位置する中国国鉄と北京地下鉄の駅である。地下鉄駅の正式駅名は黄村駅駅（中国語：黄村火车站站）である。

## 利用可能な鉄道路線
- 中華人民共和国鉄道部 (中国国鉄)
  - 京滬線
  - 京九線
- 北京地下鉄
  - 大興線

京雄都市間鉄道の北京大興駅は当駅の至近にあり、乗換が可能である。

## 駅構造

### 中華人民共和国鉄道部
単式ホーム1面1線、島式ホーム1面2線、合計2面3線を有する旅客駅・貨物駅。

### 北京地下鉄
島式ホーム1面2線、4つの出入口を有する地下駅。国鉄黄村駅の北東方向にある。

## 隣の駅
中国国鉄
京滬線
黄土坡駅 - 黄村駅 - 魏善荘駅
京九線
西営駅 - 黄村駅 - 西棗林駅
北京地下鉄
■大興線
黄村西大街駅 - 黄村駅駅 - 義和荘駅